# Новая Жизнь (Железногорский район)
Но́вая Жи́знь — посёлок в Железногорском районе Курской области России. Входит в состав Волковского сельсовета. 

## География
Посёлок расположен в 7 км к северо-востоку от Железногорска на левом берегу реки Рясник. На противоположном берегу реки начинается территория Орловской области.

## История
В 1926 году в посёлке было 15 дворов, проживало 87 человек (41 мужского пола и 46 женского). В то время Новая Жизнь входила в состав Волковского сельсовета Волковской волости Дмитровского уезда Орловской губернии. С 1928 года в составе Михайловского (ныне Железногорского) района. В 1937 году в посёлке было 18 дворов. Во время Великой Отечественной войны, с октября 1941 года по февраль 1943 года, находился в зоне немецкой оккупации.
В 1930-е — 1940-е годы в посёлке действовал колхоз «Новая Жизнь», в который также входили хозяйства соседнего посёлка Благовещенский. Во время оккупации немцы угнали из колхоза 38 коров. После освобождения посёлка в 1943 году председателем «Новой Жизни» был Д. Т. Мартюхов. В 1950 году колхоз «Новая Жизнь» был присоединён к артели имени Мичурина, центральная усадьба которой находилась в деревне Рясник.

## Население
| 1926 | 1979 | 2002 | 2010 |
| ---- | ---- | ---- | ---- |
| 87   | ↘65  | ↘24  | ↘14  |